# Akarboza
Akarboza je antidijabetesni lek koji se koristi za tretiranje tipa 2 diabetes mellitusa i, u nekim zemljama, predijabetesa. On je u prodaji na slobodno u Evropi i Kini kao Glucobay (Bajer AG), u Severnoj Americi kao Precose, i u Kanadi kao Prandase. Ovaj lek je blokator skroba. On inhibira alfa glukozidaze. Sastoji se od akarviozinske grupe sa maltozom na redukujućem terminusu.

## Mehanizam dejstva
Akarboza inhibira enzime (glikozidne hidrolaze) neophodne za varenje ugljenih hidrata, specifično, alfa-glukozidazne enzime u obodu tankih creva i pankreatičnu alfa-amilazu. Pankreatična alfa-amilaza hidrolizuje kompleks skroba do oligosaharida u lumenu tankih creva, dok za membranu vezane intestinalne alfa-glukozidaze hidrolizuju oligosaharide, trisaharide, i disaharides do glukoze i drugih monosaharidas. Inhibicija ovih enzimskih sistema redukuje brzinu varenja kompleksnih ugljenih hidrata. Manje glukoze se apsorbuje, jer u manjoj meri dolazi do razlaganaja oligosaharida. Kod dijabetičkih pacijenata, kratkotrajno dejstvo leka je sniženje nivoa glukoze; a dugotrajni efekat je redukcija  nivoa. To dovodi do sniženja od oko 10% tipičnih  vrednosti u studijama dijabetesa.

### Indikacije
Indikacije za primenu leka su tip 2 i tip 1 šečerna bolest, uz insulinsku terapiju u gojaznih.

### Kontraindikacije
Kontraindikacije za primenu askarboza su 
- preosjetljivost na lek,
- trudnoća i dojenje,
- teška oštećenja jetre i bubrega
- hronične bolesti creva.

### Neželjeni efekti
Neželjeni efekti akarboza su
- meteorizam, flatulencija,
- meka stolica, proliv,
- kožni osip (retko).

### Interakcije:
- Lijekovi koji pojačavaju efekte akarboze su: ACE inhibitori, alkohol, holestiramin, neomicin, beta-blokatori, nifedipin.
- Lekovi koji smanjuju efekte su:kortikosteroidi, diuretici, oralni kontraceptivi, pankreatin

## Spoljašnje veze
|  | Molimo Vas, obratite pažnju na važno upozorenje u vezi sa temama iz oblasti medicine (zdravlja). |